# لوودون وین‌رایت سوم
لوودون وین‌رایت سوم (انگلیسی: Loudon Wainwright III؛ زادهٔ ۵ سپتامبر ۱۹۴۶) یک موسیقی‌دان اهل ایالات متحده آمریکا است. وی از سال ۱۹۶۷ میلادی تاکنون مشغول فعالیت بوده‌است.